# Kloster Clairefontaine
Das Kloster Clairefontaine (Clarus fons) – nicht zu verwechseln mit zwei in der belgischen Provinz Luxemburg gelegenen Frauenklöstern, nämlich der ehemaligen Zisterzienserinnenabtei Clairefontaine bzw. der bestehenden Trappistinnenabtei Clairefontaine-Cordemois – ist eine ehemalige Zisterzienserabtei in der Gemeinde Polaincourt-et-Clairefontaine im Département Haute-Saône, Region Franche-Comté, in Frankreich, rund 31 km nördlich von Vesoul und 9 km südlich von Vauvillers.

## Geschichte
Das Kloster wurde 1132 von Guy de Jonvelle gestiftet und von Zisterziensern aus der Primarabtei Morimond besetzt. Das von den Grundherren aus der Umgebung reich ausgestattete Kloster besaß die Grangien Benmeix in Chazel, Bréhemont, la Grange Rouge in Damancourt, la Grangeotte in Amance, Besinvelle, les Baraques, les Planches, Nercourt und die Grangie von Vaux, aus der 1168 das Tochterkloster Vaux-la-Douce hervorging, sowie den Hof und die Mühle in Varigney und Mühlen in Vougécourt, Corre und Exincourt. Vom 14. Jahrhundert an hatte das Kloster unter kriegerischen Ereignissen, Plünderungen und Brandschatzungen zu leiden, besonders in den Jahren 1361, 1569, 1595 und 1636, weiter im Jahr 1349 unter der Pest. 1644 beherbergte das Kloster nurmehr einen Mönch. Gegen Ende des 17. Jahrhunderts lag es in Ruinen. Der Wiederaufbau im Stil der Zeit erfolgte 1740. Während der Französischen Revolution wurde das Kloster 1790 aufgelöst und die Kirche wurde sogleich abgebrochen. 1793 bezog eine Fayencenmanufaktur das Kloster, die bis 1930 blieb. 1938 wurde eine psychiatrische Klinik eingerichtet.

## Bauten und Anlage
Erhalten ist der Hauptbau des 18. Jahrhunderts, der als Monument historique geschützt ist. Nördlich von ihm befinden sich Reste von spitzbogigen Gewölben des Kreuzgangs.